# Krtovce
Krtovce (in ungherese Kartolc) è un comune della Slovacchia facente parte del distretto di Topoľčany, nella regione di Nitra.